# Brongniartia guerrerensis
Brongniartia guerrerensis är en ärtväxtart som beskrevs av J.Jimenez Ram. och J.L.Contr. Brongniartia guerrerensis ingår i släktet Brongniartia och familjen ärtväxter. IUCN kategoriserar arten globalt som starkt hotad. Inga underarter finns listade i Catalogue of Life.